# Mộc Nam
Mộc Nam là một xã thuộc thị xã Duy Tiên, tỉnh Hà Nam, Việt Nam.

## Địa lý
Xã Mộc Nam nằm ở phía đông thị xã Duy Tiên, có vị trí địa lý:
- Phía đông giáp sông Hồng
- Phía bắc giáp xã Mộc Bắc
- Phía tây giáp phường Châu Giang
- Phía nam giáp cầu Yên Lệnh, Quốc lộ 38 và xã Chuyên Ngoại.

Xã có diện tích 9,93 km², dân số năm 2009 là 8.000 người, mật độ dân số đạt 806 người/km².

## Hành chính
Xã Mộc Nam được chia thành 5 thôn: Đô Quan, Yên Lạc, Yên Ninh, Lảnh Trì, Nha Xá.
Trong đó, có làng nghề dệt lụa lâu đời ở thôn Nha Xá.

## Di tích
- Đền Lảnh Giang, tọa lạc tại thôn Yên Lạc là nơi thờ 3 vị tướng thời Hùng Duệ Vương thứ XVIII.